# Eduardo Nebel Panelo
Eduardo Nebel Panelo (Mercedes, Soriano, Uruguay, e/octubre y diciembre de 1876 - Concordia, Argentina, 1948) fue un hacendado, comerciante, exportador y empresario industrial ganadero argentino-uruguayo, heredero paterno de un establecimiento saladeril en la provincia de Entre Ríos, en donde se había instalado definitivamente junto a su familia para implementar en los saladeros paternos de las ciudades de Gualeguaychú y de Concordia las nuevas tecnologías en el procesamiento cárnico con el nuevo sistema frigorífico.

## Biografía

### Origen familiar y primeros años
Eduardo Nebel Panelo había nacido entre los meses de octubre y diciembre de 1876 en la ciudad de Mercedes del departamento de Soriano, uno de los entonces dieciocho de la República Oriental del Uruguay.
Su padre era el rico empresario Eduardo Nebel Nin (Montevideo, ca. 1850 - Concordia, ca. 1918) que fuera propietario de campos saladeriles en las repúblicas uruguaya y argentina.
Isolina Panelo Rivas (n. Concordia, ca. 1852) era la madre, una hija del alcalde concordiense Estanislao Panelo y Pérez de Saravia y de su esposa Doraliza Rivas, además de tataranieta de funcionarios coloniales como el teniente de gobernador general filipino Juan Antonio Panelo, de origen sardo-piamontés, el teniente de gobernador yapeyuense Francisco Pérez de Saravia, de origen vasco-español, y de su muy noble esposa rioplatense Sabina Gregoria Josefa de Sorarte Andonaegui y Báez de Alpoin.
Era nieto paterno de otro rico empresario, el germánico Fernando Ernesto Nebel —nacido como Ferdinand Ernst von Nebel Habes— (n. Hamburgo-Altona del germánico Ducado de Holstein, Reino de Dinamarca y Noruega, 9 de octubre de 1809), que pasó a Sudamérica en 1825 y se hizo hacendado hacia 1830 en el Estado Oriental del Uruguay y en la vecina provincia argentina de Entre Ríos.
Su abuela paterna era Eloísa Nin Soler y Reyes del Villar (n. Marsella del Reino de Francia, ca. 1822), que se había unido con el viudo Fernando Nebel el 11 de abril de 1846 en Montevideo, siendo la tercera hija del rico empresario y famoso marino mercante hispano-catalán Antonio Nin y Soler (Vendrell de Tarragona, 1783) y de su esposa rioplatense Benita Reyes del Villar (Colonia del Sacramento, 1787 – Montevideo, 24 de octubre de 1885), una hija del gallego-español Sebastián Reyes Vidal (n. Santiago de Compostela, ca. 1757) y de la hispano-asturiana María Francisca García de Villar (n. San Cosme de Tornón del consejo de Villaviciosa de Gijón, 1774), quienes estaban casados en Colonia desde el 11 de septiembre de 1788.
Por lo tanto era primo segundo paterno del literato argentino-uruguayo Alberto Nin Frías, sobrino segundo materno del capitán de navío argentino Félix Dufourq Panelo, fundador de Puerto Belgrano, y paterno del sargento mayor chileno Alberto Nebel Ovalle, héroe de la Guerra del Pacífico de 1879 a 1883, y sobrino nieto del destacado pintor costumbrista Carlos Nebel Habes —o bien Carl Nebel— (n. ib., 24 de marzo de 1802), que desarrolló durante su estancia en la Primera República Federal mexicana desde 1829 hasta 1834 y luego de 1840 a 1848 durante la República Centralista de México, además de ser ingeniero y arquitecto.
Su bisabuelo paterno era Bernardo Nebel —o bien Bernhard von Nebel— (Coblenza del Arzobispado de Tréveris, 1775 - Hamburgo-Altona, 24 de octubre de 1847), el hijo primogénito del librepensador germánico Johann Nikolaus von Nebel (Coblenza, 6 de diciembre de 1752 - ib., Reino de Prusia, 4 de noviembre de 1828), alcalde napoleónico de Coblenza desde 1804 hasta 1808, y de su cónyuge Anna Margarethe Schroeder (n. ca. 1754 - Coblenza, 29 de noviembre de 1801). Como su padre, Bernardo era un rico empresario peletero que expandió su negocio en 1812 con casas comerciales en Europa occidental y Sudamérica, por lo cual viajaba esporádicamente para mantener los intereses de su empresa internacional.

### Estudios académicos en Montevideo
En el año 1888 Eduardo Nebel había ingresado en el Colegio del Sagrado Corazón de la ciudad de Montevideo, de la misma forma que su hermano Estanislao Nebel Panelo. También comenzaron sus estudios en el mismo colegio el primo Fernando Nebel Ellauri en 1893, su hermano Alfredo Nebel Ellauri en 1913 y posteriormente el otro primo Mateo Nebel. Eduardo se recibió allí hacia 1893 de bachiller, al igual que todos sus familiares sucesivamente.
Su padre homónimo Eduardo Nebel Nin era propietario de campos de herencia paterna en Mercedes, una localidad sorianense de la República Oriental del Uruguay, y con Ovidio J. Escalada fundaron la sociedad Nébel y Escalada la cual inauguró en el año 1898 el nuevo saladero Nébel, el cual dejó de funcionar el 28 de abril de 1903.
Una vez que su hacienda dejara de funcionar como saladero, partió con su familia —cuando su hijo Eduardo Nebel Panelo tenía veintisiete años de edad— y se radicaron en la ciudad de Gualeguaychú, una localidad entrerriana de la vecina República Argentina.
Siendo bachiller, Nebel Panelo hizo una preparación académica para transformarse en un experto industrial y apoyar a su padre en sus emprendimientos en el procesamiento cárnico y combinarlos con las nuevas tecnologías que había traído el nuevo siglo.

## Empresario industrial

### Inicios en el saladero de Gualeguaychú
De esta manera, su progenitor inauguró el nuevo saladero Nébel de Gualeguaychú con todas las exigencias industriales vigentes y con lo último del progreso mecánico. Dicho saladero estaba dividido en dos secciones, uno era la fábrica destinada a la elaboración de carnes saladas y la otra para la fabricación del extracto de carne. A esto se sumó que su hijo, el experto industrial Eduardo Nebel Panelo, le instalara a principios del año 1907 a gran costo y en perfecto orden un innovador sistema frigorífico.
Este sistema combinado entre la aplicación de frío seco a las reses y la salazón total de las carnes para ser colocadas en barriles con destino a la exportación, se convertía en un gran avance industrial para el sector que le daba un privilegio exclusivo en el Cono Sur, y cuyo procedimiento fue patentado ante el gobierno argentino —el 21 de junio del mismo año— además del uruguayo y del brasileño.
El frigorífico de la familia Nebel faenaba anualmente más de 30 mil cabezas de ganado, de las cuales una parte estaba destinada a la fabricación del extracto de carne, cuyo artículo daba un éxito completo. El saladero fue considerado como un establecimiento modelo que confirmaba el gran crecimiento industrial argentino en la época.

### Aporte industrial en el saladero de Concordia
Posteriormente en dicha provincia argentina, su rico padre Eduardo Nebel Nin compró en 1908 a los hermanos Dickinson el saladero La Concordia sobre el río Uruguay, que se convertiría en el más importante de la comarca, el cual por decreto presidencial del 4 de abril de 1909 se le dio permiso para habilitar un embarcadero con carácter permanente en su establecimiento.
En el año 1911 el saladero Nébel de Gualegaychú todavía seguía funcionando ya que el 26 de julio de dicho año tuvo una inspección veterinaria. Hacia 1918, Eduardo Nebel Panelo heredó de su fallecido padre el saladero La Concordia y el remolcador Jaguarí.

### Fallecimiento
El empresario industrial Eduardo Nebel Panelo falleció en 1948 en la ciudad de Concordia de la provincia de Entre Ríos, una de las catorce —que junto a los diez territorios nacionales con las disputadas Antártida Argentina e islas Orcadas del Sur, Malvinas, Georgias del Sur y Sandwich del Sur— conformaban a la entonces República Argentina.

## Matrimonio y descendencia
El hacendado Eduardo Nebel Panelo se unió en matrimonio hacia 1905 con Nilda Viera Crespo (Mercedes de Soriano, Uruguay, ca. 1885 - Concordia, Argentina, ca. 1953), una hija del político uruguayo Dionisio Viera y de su esposa Juana Crespo Aguinaga, y al poco tiempo se radicaron en las ciudades argentinas Gualeguaychú y luego en Concordia, siendo ambas de la provincia de Entre Ríos, y quienes fueran padres de seis hijos:
- Nilda Nebel Viera (n. 1906 - f. 1918) quien falleciera de tifus.
- María Elena Nebel Viera "Monona"[25] (n. 1909) que se casó hacia 1945 con el doctor Eduardo Obeid[25] y concibieran un único hijo homónimo, el doctor Eduardo Obeid Nebel (n. Buenos Aires, 12 de junio de 1948).[26]
- Luis Alberto Nebel Viera "Bebón"[27][28] (n. 1911) que fuera un doctor neumólogo.[27][28]
- Carlos Eduardo Nebel Viera (n. ca. 1914).
- María Isabel Nebel Viera "Betty"[2] (Concordia,[2] 18 de noviembre[2] de 1916[2] - f. Buenos Aires)[2] que era la fundadora y primera presidente de la Liga de Madres de Concordia[2] y además presidente de la Cooperadora Centro Materno Infantil "Martina Beñatena de Caminal".[2] Se unió en matrimonio con el empresario agropecuario Carlos Ignacio Caminal Beñatena[29] (Concordia,[29] 12 de agosto[29] de 1913[29] - ib.,[29] 23 de junio[29] de 1974)[29] que fue presidente del Club del Progreso,[29] del Club Hípico Concordia,[29] de la Primera Cooperadora Policial de Concordia,[29] de la Comisión de Amigos del Obispado,[29] de «La Floresta»,[29] también fue miembro de la comisión directiva de la Sociedad Rural de Concordia[29] durante varios períodos, directivo de Ricardo W. Guiroy S.A.,[29] miembro de Rotary Club[29] y además conjuntamente con sus hermanos donaron la residencia paterna ubicada en las calles Corrientes y Pellegrini para ser destinada al obispado de Concordia el cual había designado como primer obispo de la ciudad a monseñor Ricardo Rösch.[29]
- María Esther Nebel Viera[30][31] (Concordia, 13 de octubre de 1919 - Buenos Aires, 11 de junio de 2003)[31] era una docente[30] unida en matrimonio con el coronel de caballería José Ítalo Lamberti[30][32][33][34] —un nieto del empresario hotelero José Lamberti y bisnieto del capitán de navío Juan Lamberti— y quienes concibieran a seis hijos: Ana María, María Cristina, Eduardo, María Elena, María Marta y Carlos Lamberti, los cuales dejarían una extensa descendencia.[31]

## Homenajes
- Horacio Quiroga inspirado por la familia Nebel que lo hospedó en su hacienda los inmortalizó en su obra de ficción «Cuentos de amor de locura y de muerte. Una estación de amor» con el personaje Octavio Nébel (el empresario industrial heredero Eduardo Nebel Panelo), su rico padre (el hacendado Eduardo Nebel Nin), la esposa (Nilda Viera Crespo), Lidia y su madre (personajes ficticios).
- En la ciudad entrerriana de Concordia, las tierras del saladero que donara a sus trabajadores se transformaría en el nuevo barrio Nébel.[21]
- La ciudad de Concordia (Argentina) en su honor y el de sus ancestros nombró a una porción de costa con arena sobre el río Uruguay como playa Nébel.